# Desmond Meade
Desmond Meade (Saint Croix, 22 de julho de 1967) é um ativista do direito de voto e diretor executivo da Coalização de Restauração de Direitos Humanos da Flórida. Em 2019, apareceu na lista de 100 pessoas mais influentes do ano pela Time.